# Haven van Waalwijk
De haven van Waalwijk ligt aan de Bergsche Maas bij Waalwijk.
Deze binnenhaven heeft een jachthaven, industriehaven en haventerrein. Het industriegebied Haven is onderverdeeld in zeven compartimenten en ligt direct ten noorden van de A59 bij aansluiting N261 in zuidelijke richting. In het havengebied staan bedrijven zoals het distributiecentrum van Docdata voor o.a. Bol.com. Er wordt geïnvesteerd in een nieuwe haven voor een grotere klasse schepen.

## Trivia
Achter de Kerk aan de Haven aan zuidkant van de A59, liggen oude kademuren van een stuk gedempt oorspronkelijke haven in parkeerplein verwerkt, vlak voor een oud pakhuis..